# 12. květen
12. květen je 132. den roku podle gregoriánského kalendáře (133. v přestupném roce). Do konce roku zbývá 233 dní.

## Události

### Česko
- 1468 – Česko-uherské války: začala bitva o Třebíč.
- 1743 – Marie Terezie byla v Praze korunována českou královnou, tzv. korunovace na usmířenou.
- 1883 – V bývalém kavárenském pavilónu v poříčském parku bylo otevřeno Muzeum hlavního města Prahy.
- 1902 – V Mariánských Lázních byl zahájen provoz elektrické tramvaje.
- 1905 – V Praze ukončila provoz koněspřežná tramvaj, a to na posledním existujícím úseku z Křižovnického na Malostranské náměstí.
- 1936 – V Praze bylo slavnostně otevřeno Muzeum Bedřicha Smetany.
- 1945 – U Milína se střetla poslední německá bojující vojska s Rudou armádou.
- 1999 – Česká vláda definitivně odsouhlasila dokončení výstavby Jaderné elektrárny Temelín.

### Svět
- 0919 – Saský vévoda Jindřich se stal králem Jindřichem I. východofrancké říše.
- 1082 – V reakci na vpád Leopolda II. na Moravu vniklo vojsko vedené knížaty Konrádem I. Brněnským a Otou I. do Rakouska a nepřátelskou armádu rozdrtilo v bitvě u Mailbergu.
- 1215 – Angličtí baroni doručili ultimátum králi Janu Bezzemkovi.[1]
- 1328 – Římský král Ludvík IV. Bavor nechal zvolit posledního vzdoropapeže Mikuláše V., zatímco skutečný papež Jan XXII. sídlil v Avignonu.
- 1364 – Byla založena nejstarší polská univerzita: Jagellonská univerzita v Krakově.
- 1551 – Národní univerzita San Marcos, nejstarší univerzita na americkém kontinentě je založena v Limě v Peru.
- 1588 – Katolická liga, vedená vévodou Henri de Guise, okupuje Paříž
- 1649 – Benátsko-osmanská válka: Benátčané zaskočili a porazili osmanskou flotu v zálivu u Fókaie.
- 1881 – Tunisko v severní Africe se stalo francouzským protektorátem.
- 1942 – Druhá světová válka: začala Druhá bitva o Charkov, po níž se Němcům otevřely dveře k útoku na Stalingrad a Kavkaz.
- 1944 – Druhá světová válka: sovětským vítězstvím skončila krymská operace.
- 1949 – Skončila Berlínská blokáda.
- 1994 – Premiéra černé gangsterské komedie Pulp Fiction: Historky z podsvětí režiséra Quentina Tarantina na filmovém festivalu v Cannes; film zde vyhrál hlavní cenu Zlatá palma.

## Narození

### Česko

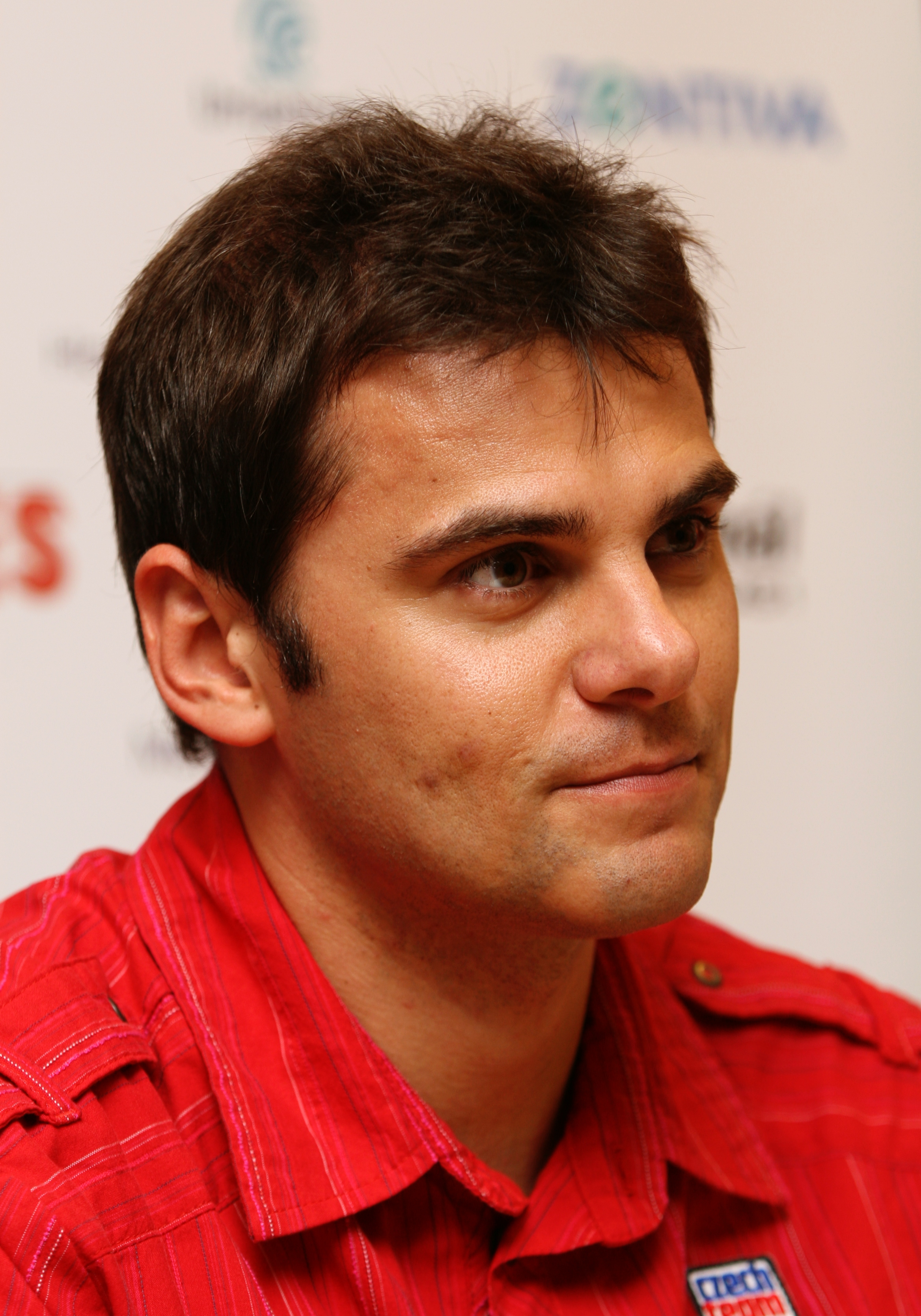
David Kostelecký (* 1975)

- 1523 – Oldřich Prefát z Vlkanova, spisovatel, matematik, astronom a cestovatel († 26. července 1565)
- 1581/2 – Zdeněk IV. Brtnický z Valdštejna, český šlechtic († 24. června 1623)
- 1652 - Conrad Max Süßner, barokní sochař, rodák z Ostrova nad Ohří, činný v Čechách a Sasku
- 1739 – Jan Křtitel Vaňhal, hudební skladatel druhé poloviny 18. století († 20. srpna 1813)
- 1763 – Antonín Josef Zíma, spisovatel, buditel a knihtiskař († 4. července 1832)
- 1820 – Josef Mánes, malíř, zakladatel novodobého českého malířství († 9. prosince 1871)
- 1830 – Antonín Baum, architekt a archeolog († 2. května 1886)
- 1850 – Petr Cingr, český sociálně demokratický novinář a politik († 4. listopadu 1920)
- 1855 – Jan Nepomuk Wünsch, český hudební skladatel († 7. května 1950)
- 1856 – Emil Kozánek, hudební organizátor, hudebník a advokát († 31. října 1927)
- 1873 – František Picka, dirigent, sbormistr a hudební skladatel († 18. října 1918)
- 1877 – Wilhelm Maixner, československý politik německé národnosti († 14. dubna 1941)
- 1878 – Jaroslav Syřiště, český architekt († 20. září 1951)
- 1882 – Václav Chaloupecký, český historik († 22. listopadu 1951)
- 1883 – Jindřich Trnobranský, československý politik († 1945)
- 1897
  - František Kerhart, architekt († 15. ledna 1963)
  - Jaroslav Malínský, český akademický malíř († 26. dubna 1979)
- 1899 – Josef Hinner, starosta Moravské Ostravy na počátku druhé světové války († 19. srpna 1951)
- 1900 – Jan Jiří Rückl, sklářský průmyslník, politik a publicista († 24. srpna 1938)
- 1901
  - Zdeněk Hůla, hudební teoretik a skladatel († 12. ledna 1986)
  - František Matoušek, malíř († 13. října 1961)
  - Jaroslav Čermák, architekt († 12. června 1990)
- 1902
  - František Němec, básník, novinář, fejetonista a prozaik († 29. srpna 1963)
  - Josef Bohumil Souček, teolog, biblista († 9. září 1972)
- 1910 – Karel Janů, architekt († 11. února 1995)
- 1913 – Oldřich Pechal, československý voják, velitel výsadkové skupiny Zinc († 22. září 1942)
- 1916 – František Hanus, herec a divadelní režisér († 2. září 1991)
- 1917 – Jaroslav Popelka, kněz a misionář († 30. září 1987)
- 1920 – Vilém Flusser, filozof († 27. listopadu 1991)
- 1921
  - Jaroslav Hrbáček, hydrobiolog a zooekolog († 16. června 2010)
  - Miloš Hájek, historik († 25. února 2016)
- 1927 – Jan Šejna, československý politik a generál († 23. srpna 1997)
- 1929 – Otokar Hořínek, olympionik, sportovní střelec († 8. června 2015)
- 1932 – Jan Matějka, teolog
- 1933 – Ivo Pavlík, český hudební skladatel, klávesista a klarinetista († 12. srpna 2017)
- 1936 – Dobrava Moldanová, profesorka dějin české literatury
- 1937 – Vladimír Andrs, veslař, reprezentant Československa, bronzová na OH 1964 († 17. června 2018)
- 1945 – Zdeněk Mička, římskokatolický duchovní, člen Řádu kazatelů a hudební skladatel
- 1947 – Zdeněk Zeman, fotbalový trenér
- 1948
  - Ivan Král, český hudebník a režisér († 2. února 2020)
  - Jiří Růžička, pedagog a politik
- 1949 – Jiří Liška, český zvěrolékař a politik
- 1954 – Václav Trojan, český psycholog a politik
- 1972 – Josef Klír, modní návrhář
- 1975 – David Kostelecký, sportovní střelec
- 1976 – Karel Zídka, moderátor, DJ
- 1978 – Vladko Dobrovodský, kuchař, první vítěz první české reality show VyVolení
- 1981 – David Kočí, hokejista

### Svět

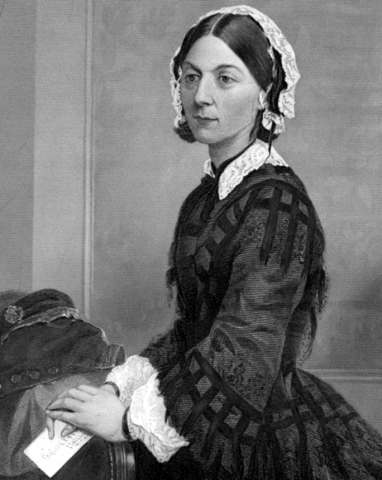
Florence Nightingale (* 1820)

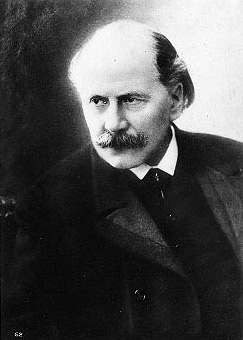
Jules Massenet (* 1842)

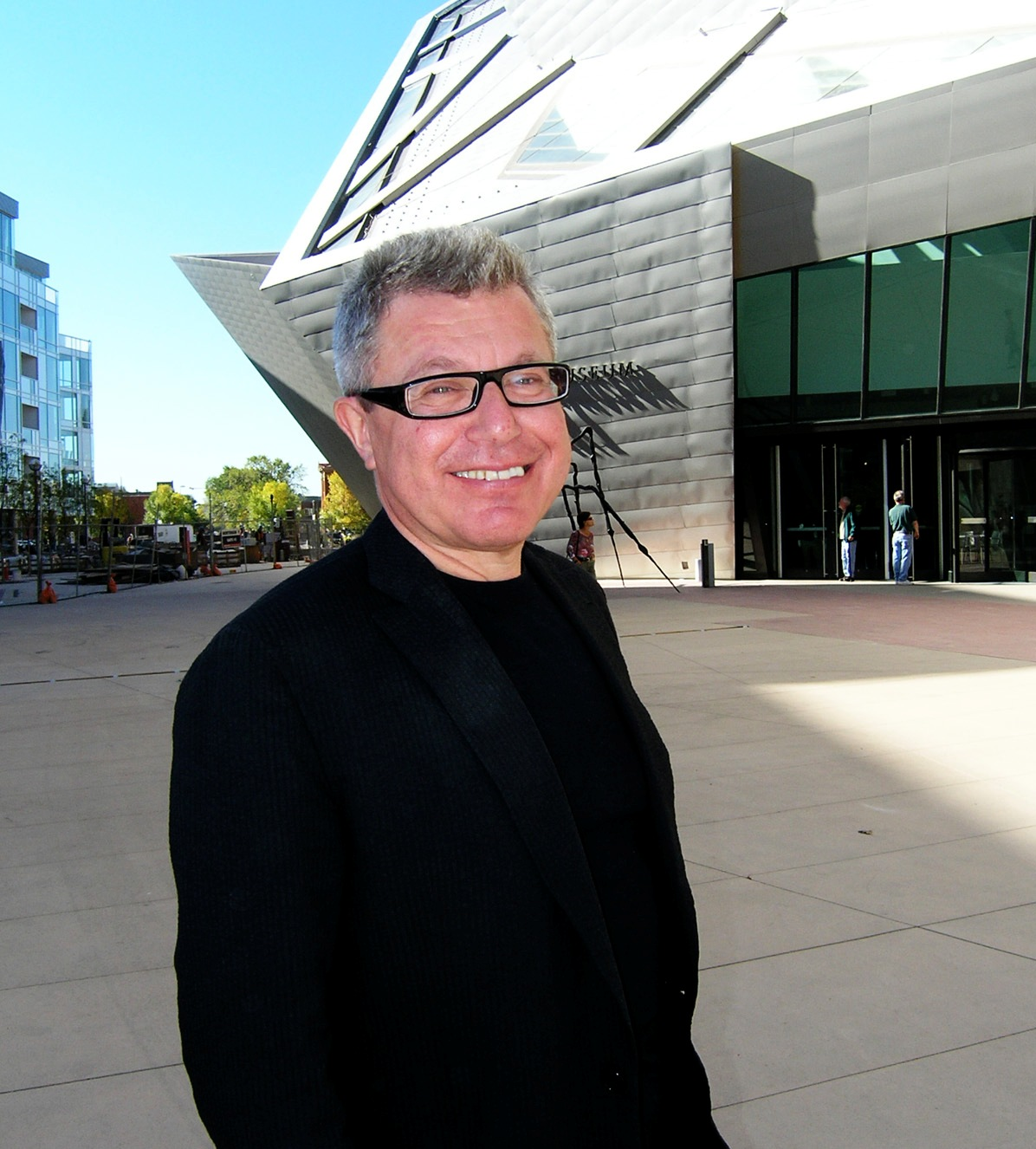
Daniel Libeskind (* 1946)

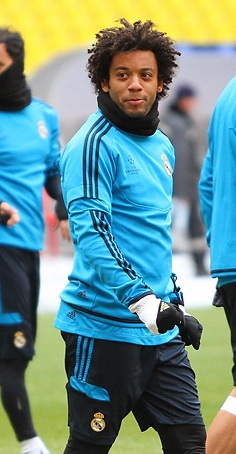
Marcelo Vieira (* 1988)

- 1496 – Gustav Vasa, švédský král († 1560)
- 1590 – Cosimo II. de Medici, toskánský velkovévoda († 28. února 1621)
- 1606 – Joachim von Sandrart německý malíř, rytec, historik umění a překladatel († 1688)
- 1626 – Louis Hennepin, francouzský misionář a cestovatel († 1705)
- 1670 – August II. Silný, polský král, velkokníže litevské a saský kurfiřt († 1733)
- 1700 – Luigi Vanvitelli, italský architekt a malíř († 1. března 1773)
- 1707 – Marie Anna Kotulinská z Křížkovic, kněžna z Lichtenštejna († 6. února 1788)
- 1725 – Ludvík Filip I. Orleánský, francouzský vévoda († 1785)
- 1729 – Michael von Melas, rakouský generál († 1806)
- 1733 – János Sajnovics, maďarský astronom a jazykovědec († 4. května 1785)
- 1752 – Gabriel Antonín Španělský, syn krále Karla III. († 23. listopadu 1788)
- 1802 – Henri Lacordaire, francouzský dominikánský kněz († 21. listopadu 1861)
- 1803 – Justus von Liebig, německý chemik († 18. dubna 1873)
- 1806 – Johan Vilhelm Snellman, finský filozof, novinář a státník († 4. července 1881)
- 1812 – Edward Lear, anglický ilustrátor a spisovatel († 1888)
- 1815 – Benjamin Brecknell Turner, britský fotograf († 29. dubna1894)
- 1817 – Edmund Heusinger, německý železniční konstruktér († 1886)
- 1820 – Florence Nightingale, anglická ošetřovatelka, spisovatelka, průkopnice srovnávací lékařské statistiky, zakladatelka první školy pro ošetřovatelky na světě († 1910)
- 1823 – John Russell Hind, britský astronom († 1895)
- 1828 – Dante Gabriel Rossetti, anglický malíř a básník italského původu († 1882)
- 1833 – Georg Emil Hansen, dánský fotograf († 21. prosince 1891)
- 1839 – Adolf Svätopluk Osvald, slovenský spisovatel († 4. července 1876)
- 1840 – George Cadogan, 5. hrabě Cadogan, britský politik a šlechtic († 6. března 1915)
- 1841 – Gandolph von Kuenburg, předlitavský politik († 2. března 1921)
- 1842 – Jules Massenet, francouzský skladatel († 1912)
- 1845 – Gabriel Fauré, francouzský skladatel († 1924)
- 1868 – Myrtle Corbin, „Čtyřnohá dívka z Texasu“ († 6. května 1928)
- 1869 – Carl Schuhmann, německý gymnasta, čtyřnásobný olympijský vítěz v roce 1896 († 1946)
- 1872 – Anton Korošec, předseda vlády Království Slovinců, Chorvatů a Srbů († 14. prosince 1940)
- 1874
  - Alfred Kastil, německý filosof († 20. července 1950)
  - Petr Ferdinand Toskánský, rakouský arcivévoda a titulární toskánský velkovévoda († 8. listopadu 1948)
- 1880 – Lincoln Ellsworth, americký podnikatel, letec a polární badatel († 26. května 1951)
- 1881 – Albert Thellung, švýcarský botanik († 26. června 1928)
- 1888 – Theodor Reik, rakouský psychoanalytik († 31. prosince 1969)
- 1890 – Kurt Student, německý elitní pilot z první světové války, architekt a velitel německých výsadkových vojsk za druhé světové války († 1978)
- 1895 – William Giauque, americký chemik, Nobelova cena 1949 († 28. března 1982)
- 1899 – Maurice Carême, belgický spisovatel a básník († 13. ledna 1978)
- 1903 – Wilfrid Hyde-White, britský herec († 6. května 1991)
- 1907 – Katharine Hepburnová, americká herečka († 29. července 2003)
- 1910 – Dorothy Crowfoot Hodgkin, nositelka Nobelovy ceny za chemii 1964 († 29. července 1994)
- 1914
  - Joe Louis, americký boxer († 13. dubna 1981)
  - Bertus Aafjes, nizozemský spisovatel a básník († 22. dubna 1993)
- 1915 – Roger Schütz, zakladatel a převor ekumenického společenství ve francouzském Taizé († 2005)
- 1916 – Albert Murray, americký spisovatel († 18. srpna 2013)
- 1921
  - Joseph Beuys, německý performer, sochař, malíř, estetik, filozof a teoretik umění († 23. ledna 1986)
  - Farley Mowat, kanadský spisovatel, novinář, přírodovědec a cestovatel († 7. května 2014)
  - Frans Krajcberg, brazilský sochař, malíř a spisovatel († 15. listopadu 2017)
- 1922 – Tibor Bártfay, slovenský sochař († 2015)
- 1926 – James Samuel Coleman, americký sociolog († 25. března 1995)
- 1928 – Burt Bacharach, americký hudební skladatel († 8. února 2023)
- 1929
  - Ágnes Hellerová, maďarská filosofka a disidentka († 19. července 2019)
  - Sam Nujoma, dlouholetý vůdce namibijského osvobozeneckého hnutí Lidové organizace Jihozápadní Afriky (SWAPO) a první prezident nezávislé Namibie († 8. února 2025)
- 1930 – Jess Franco, španělský režisér († 2. dubna 2013)
- 1933 – Andrej Andrejevič Vozněsenskij, ruský básník († 2010)
- 1935
  - Johnny Bucyk, kanadský hokejista
  - Gary Peacock, americký kontrabasista († 4. září 2020)
  - Steve Knight, americký hráč na klávesové nástroje († 19. ledna 2013)
- 1936 – Frank Stella, americký výtvarník
- 1937 – George Carlin, americký komik, satirik, herec, spisovatel († 22. června 2008)
- 1938
  - Jimmy Hastings, britský saxofonista, flétnista a klarinetista († 18. března 2024)
  - Andrej Alexejevič Amalrik, ruský disident, spisovatel a publicista († 12. listopadu 1980)
  - Ayaz Mutallibov, prezident Ázerbájdžánu
- 1942 – Ian Dury, anglický rock and rollový zpěvák († 27. březen 2000)
- 1944 – Chris Patten, britský konzervativní politik
- 1946
  - Yuri Dojc, slovensko-kanadský umělecký a komerční fotograf
  - Daniel Libeskind, americký architekt
- 1947 – Michael Ignatieff, kanadský historik, spisovatel, politik
- 1948 – Steve Winwood, britský hudebník (Traffic)
- 1950
  - Bruce Boxleitner, americký herec
  - Gabriel Byrne, irský herec, režisér, producent, scenárista
  - Dieter Borst, německý malíř a sochař
  - Renate Stecherová, německá sprinterka, olympijská vítězka
- 1954 – Friðrik Þór Friðriksson, islandský filmový režisér
- 1957 – Tonio Borg, maltský a evropský politik
- 1958 – Eric Singer, americký bubeník, člen skupiny Kiss
- 1959 – Ray Gillen, americký zpěvák, člen skupin Black Sabbath a Badlands
- 1964 – Przemysław Gosiewski, polský politik († 2010)
- 1966 – Ben Perowsky, americký bubeník
- 1967 – Martina Lubyová, slovenská ministryně školství († 20. listopadu 2023)
- 1968 – Tony Hawk, americký skateboardista
- 1975 – Jonah Lomu, novozélandský ragbista
- 1977 – Graeme Dott, skotský snookerový hráč
- 1981 – Rami Malek, americký herec
- 1982 – Anastasia Rodionovová, ruská tenistka
- 1983 – Virginie Razzanová, francouzská tenistka
- 1988
  - Marcelo, brazilský fotbalista
  - Judit Pecháček, slovenská herečka maďarského původu
- 1992 – Vetle Sjåstad Christiansen, norský biatlonista

## Úmrtí

### Česko

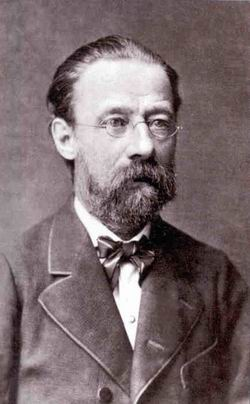
Bedřich Smetana († 1884)

- 1865 – Julius Theodor Gruss, malíř (* 22. září 1825)
- 1868 – Rudolf von Thyssebaert, olomoucký prelát a biskup (* 29. dubna 1798)
- 1884 – Bedřich Smetana, hudební skladatel (* 2. března 1824)
- 1901 – František Zeibert, děkan brněnské kapituly a pedagog (* 30. září 1830)
- 1930 – Josef Štolba, právník, pedagog a spisovatel (* 3. května 1846)
- 1931 – Karel Chodounský, lékař (* 18. května 1843)
- 1937 – Josef Volf, historik (* 7. února 1878)
- 1939 – Jaroslav Budínský, československý politik (* 17. září 1865)
- 1940 – Michael Kácha, novinář, anarchista a nakladatel (* 6. ledna 1874)
- 1942 – Emanuel Rádl, filozof (* 21. prosince 1873)
- 1944
  - Jindřich Vichra, básník (* 1. října 1918)
  - Jindřich Janotta, slezský politik a podnikatel (* 18. dubna 1856)
- 1947 – Karel Mečíř, československý novinář, spisovatel, diplomat a politik (* 18. dubna 1876)
- 1951 – Tomáš Dytrych, československý politik (* 20. prosince 1884)
- 1956
  - Vladimír Ambros, skladatel, dirigent a pedagog (* 18. září 1890)
  - Bohuslav Leopold, houslista, kapelník, hudební skladatel a aranžér (* 6. září 1888)
- 1957 – Jaromír Klika, český botanik (* 26. prosince 1888)
- 1967
  - Timotheus Vodička, filosof, katolický spisovatel, redaktor a překladatel (* 16. září 1910)
  - Julius Kalaš, hudební skladatel, pedagog a klavírista (* 18. srpna 1902)
- 1971 – Ludvík Kundera, klavírista, muzikolog a hudební pedagog (* 17. srpna 1891)
- 1972 – František Michálek Bartoš, historik, archivář a vysokoškolský pedagog (* 5. dubna 1889)
- 1981 – Lata Brandisová, jediná žena, která zvítězila ve Velké pardubické (* 26. června 1895)
- 1984 – Jaroslav Kučera, československý fotbalový reprezentant (* 28. ledna 1905)
- 1993 – Jiří Bulis, český hudebník, skladatel a klavírista (* 3. října 1946)
- 1997 – Jiří Pecka, kanoista, olympijský medailista (* 4. června 1917)
- 1999
  - Valerie Kaplanová, herečka (* 12. září 1917)
  - Josef Dostál, botanik (* 20. prosince 1903)
- 2000
  - Ladislav Pokorný, teolog, kněz, liturgista a spisovatel (* 22. června 1915)
  - Bohuslav Niederle, chirurg (* 28. března 1907)
- 2001 – Míla Tomášová, mikrobioložka, spisovatelka (* 24. září 1920)
- 2003
  - Radko Pavlovec, konstruktér, vynálezce, účastník 2. a 3.odboje (* 29. července 1931)
  - Richard Kybic, rockový kytarista, zpěvák a skladatel (* 1. prosince 1949)
- 2004
  - Jiří Patočka, český politik (* 21. května 1943)
  - Jiří Pavlov, český politik (* 2. dubna 1943)
- 2006 – Karel Beneš, český biolog (* 14. září 1932)
- 2012 – Vácslav Babička, český archivář (* 28. května 1949)

### Svět

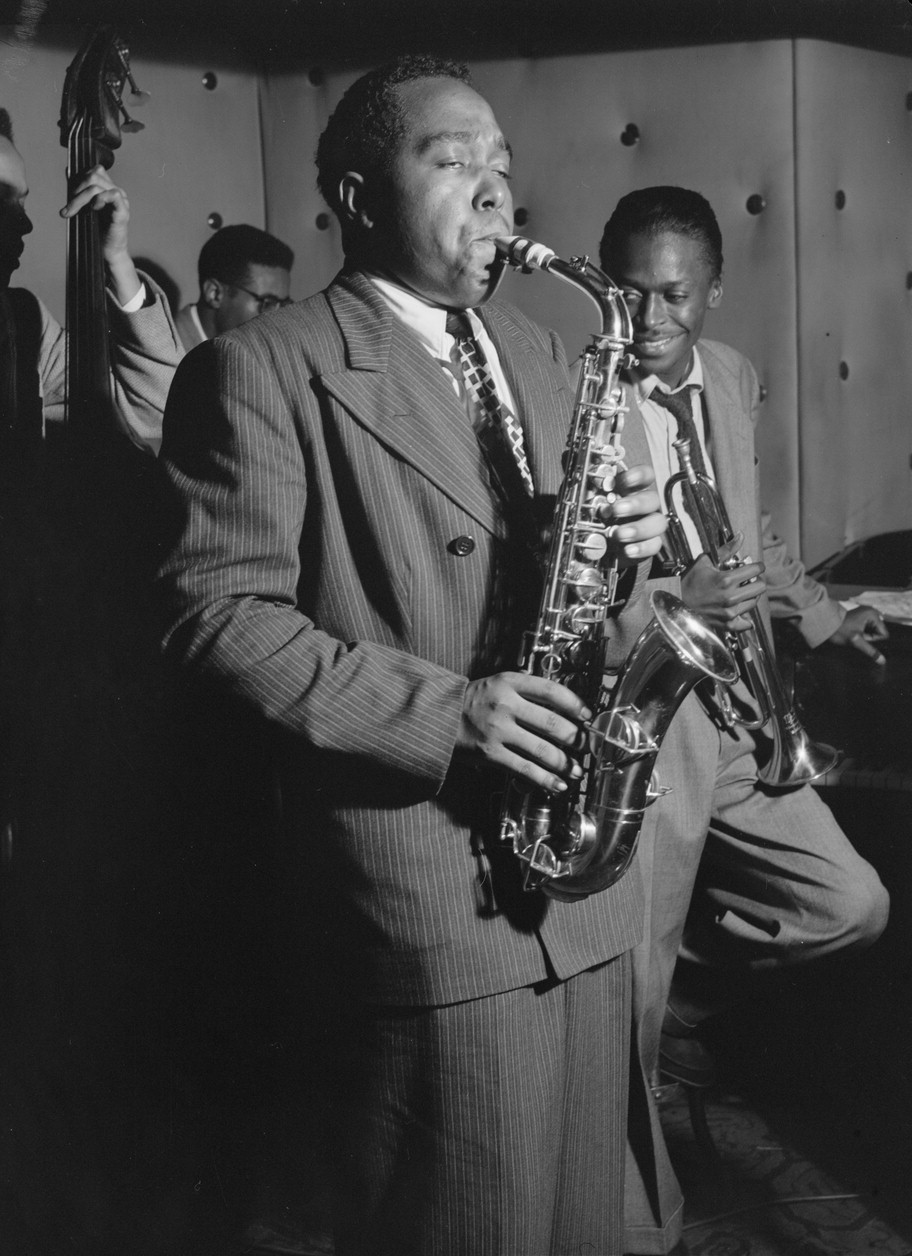
Charlie Parker († 1955)

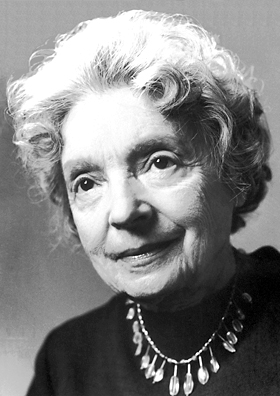
Nelly Sachsová († 1970)

- 0733 – Germanos Konstantinopolský, patriarcha v Konstantinopoli (* mezi 633 a 640)
- 1003 – Silvestr II., papež (* kolem 950)
- 1012 – Sergius IV., papež (* kolem 970)
- 1182 – Valdemar I., vévoda šlesvický, kníže jutský a dánský král (* 14. ledna 1131)
- 1641 – Thomas Wentworth, 1. hrabě ze Staffordu, anglický šlechtic, státník a politik (* 13. dubna 1593)
- 1642 – Safí I., perský šáh (* 1611)
- 1684 – Edme Mariotte, francouzský kněz a fyzik (* 1620)
- 1692 – Luisa Kristýna Savojská, savojská princezna (* 27. července 1629)
- 1700 – John Dryden, anglický básník (* 1631)
- 1701 – Ottavio Mosto, italský barokní sochař (* 1659)
- 1708 – Adolf Fridrich II. Meklenbursko-Střelický, meklenbursko-střelický vévoda (* 19. října 1658)
- 1738 – Karel Vilém Bádensko-Durlašský, bádensko-durlašský markrabě (* 28. ledna 1679)
- 1845 – August Wilhelm Schlegel, teoretik německého romantismu (* 1767)
- 1876 – Louis-Auguste Bisson, francouzský fotograf (* 21. dubna 1814)
- 1879 – Ludwig Angerer, rakouský fotograf (* 15. srpna 1827)
- 1884 – Charles Adolphe Wurtz, francouzský chemik (* 26. listopadu 1817)
- 1903 – Hans Watzek, rakouský fotograf (* 20. prosince 1848)
- 1904 – Gabriel Tarde, francouzský sociolog (* 12. března 1843)
- 1910 – William Huggins, anglický astronom (* 7. února 1824)
- 1916 – James Connolly, irský socialistický politik (* 5. června 1868)
- 1921 – Rudolf Stöger-Steiner von Steinstätten, ministr války Rakouska-Uherska (* 26. dubna 1861)
- 1925 – Léonce Bénédite, francouzský historik umění (* 14. ledna 1859)
- 1927 – Guido von Call, předlitavský politik (* 6. září 1849)
- 1930 – Nicola Perscheid, německý portrétní fotograf (* 3. prosince 1864)
- 1935 – Józef Piłsudski, polský revolucionář (* 1867)
- 1936 – Peter Henry Emerson, britský fotograf (* 13. května 1856)
- 1944 – Max Brand, americký spisovatel westernů (* 29. května 1892)
- 1945
  - Karolina Marie Rakousko-Toskánská, rakouská arcivévodkyně a sasko-kobursko-ghotská princezna (* 5. září 1869)
  - Carl von Pückler-Burghauss, německý šlechtic, veterán první světové války a důstojník Waffen-SS (* 7. října 1886)
  - Richard Thomalla, německý nacistický válečný zločinec (* 23. října 1903)
  - Anton Prídavok, slovenský básník (* 28. května 1904)
- 1950 – Sheldon Dick, americký vydavatel, filmař a fotograf (* 1906)
- 1955 – Charlie Parker, americký saxofonista, skladatel (* 1920
- 1957 – Erich von Stroheim, rakouský filmový režisér a herec (* 22. srpna 1885)
- 1958 – Paul Reinecke, německý archeolog (* 1872)
- 1963
  - Ernst Marischka, rakouský scenárista a režisér (* 2. ledna 1893)
  - Bobby Kerr, kanadský olympijský vítěz v běhu na 200 metrů (* 9. června 1882)
- 1965 – Roger Vailland, francouzský spisovatel (* 16. října 1907)
- 1966 – Felix Steiner, nacistický generál (* 23. května 1896)
- 1970
  - Władysław Anders, hlavní velitel polských ozbrojených sil v letech 1944–1945 (* 11. srpna 1892)
  - Nelly Sachsová, německá spisovatelka a překladatelka, nositelka Nobelovy ceny za literaturu (* 1891)
- 1982 – Humphrey Searle, anglický hudební skladatel a pedagog (* 26. srpna 1915)
- 1985 – Jean Dubuffet, francouzský malíř a sochař (* 31. července 1901)
- 1987 – Victor Feldman, britský bubeník a klavírista (* 7. dubna 1934)
- 1994
  - Roy J. Plunkett, americký chemik, vynálezce teflonu (* 26. června 1910)
  - Erik Erikson, německý psycholog (* 15. června 1902)
- 2001 – Didi, brazilský fotbalista (* 8. října 1928)
- 2004 – John LaPorta, americký jazzový klarinetista (* 13. dubna 1920)
- 2005 – Frankie LaRocka, americký bubeník a hudební producent (* 17. dubna 1954)
- 2007 – Milan Havlín, kanadský zahradní architekt (* 2. června 1928)
- 2008
  - Irena Sendlerowa, spravedlivá mezi národy (* 1910)
  - Robert Rauschenberg, americký výtvarník (* 22. října 1925)
- 2013 – Milan Čorba, slovenský scénograf, filmový a divadelní kostýmní výtvarník (* 26. července 1940)
- 2014
  - Ludo Lehen, slovenský malíř (* 3. června 1925)
  - Marco Cé, italský kněz, benátský patriarcha a kardinál (* 8. července 1925)
  - H. R. Giger, švýcarský malíř, sochař a návrhář (* 5. února 1940)
- 2015
  - Mervyn Burtch, velšský hudební skladatel (* 7. listopadu 1929)
  - Robin Page, anglický malíř (* 2. listopadu 1932)
- 2020
  - Astrid Kirchherrová, německá fotografka a designérka (* 20. května 1938)
  - Michel Piccoli, francouzský herec a filmový režisér (* 27. prosince 1925)

## Svátky

### Česko
- Pankrác
- Den matek (je-li neděle)
- Gema
- Vsevolod, Všeboj, Všebor
- Achil, Achill, Achilles

### Svět
- Mezinárodní den ošetřovatelek
- Mezinárodní den profesionálních řidičů
- Mezinárodní den podpory nemocných s chronickým únavovým syndromem
- Mezinárodní den informovanosti o fibromyalgii
- Mezinárodní den zdraví rostlin
- Slovensko: Pankrác
- Finsko – Den J. V. Snellmana – Den finské národní hrdosti

Katolický kalendář
- Svatý Pankrác
- Svatý Achilleus
- Svatý Nereus

## Pranostiky

### Česko
- Pankrác a Urban bez deště – hojnost vína.
- Pankrácova nepohoda – vinohradům výhoda.
- Na Pankráce, na Urbana (25. 5.) suchý den – urodí se víno, hustý bude len.
- Pan Serboni pálí stromy.
- Pankrác, Servác, Bonifác – ledoví muži, spalují mrazem ovoce i růži.

| 12. květen v pražském KlementinuÚdaje jsou platné k 8. 7. 2025. | 12. květen v pražském KlementinuÚdaje jsou platné k 8. 7. 2025. | 12. květen v pražském KlementinuÚdaje jsou platné k 8. 7. 2025. |
| minimum                                                         | denní průměr                                                    | maximum                                                         |
| --------------------------------------------------------------- | --------------------------------------------------------------- | --------------------------------------------------------------- |
| 1,5 °C (1814)                                                   | 14,5 °C (od 1961)                                               | 30,5 °C (1945)                                                  |